# 温州市域铁路S4线
溫州市域鐵路S4線是指位於浙江省溫州市境內的一條曾有过规划但后来被取消的市域鐵路線路，为温州轨道交通的一部分。S4线全长47.15公里，共设10个站，平均站间距5.2公里。目前本线已停止研究。

## 线路规划
S3线为西北—东南走向，大致经过是双屿、瓯北、七里等地，位于瓯江北岸。